# Bitwa morska pod Cherbourgiem
Bitwa morska pod Cherbourgiem (ang. Battle of Cherbourg, fr. Combat naval à Cherbourg) – bitwa morska pomiędzy dwoma amerykańskimi okrętami USS „Kearsarge” i CSS „Alabama” stoczona w czasie wojny secesyjnej (1861–1865). Do bitwy żaglowców doszło 19 czerwca 1864 roku u wybrzeży francuskiego miasta Cherbourg.

## Tło
CSS „Alabama” po prawie dwóch latach działań rajderskich przeciwko żegludze handlowej Stanów Zjednoczonych, powróciła na początku czerwca 1864 na wody europejskie pilnie potrzebując remontu. W tym celu 11 czerwca zawinęła do Cherbourga we Francji – wiadomość o jej obecności wkrótce dotarła do USS „Kearsarge”, który przypłynął do Cherbourga 14 czerwca. Kapitan „Alabamy” Raphael Semmes zdając sobie sprawę, że został zablokowany, remont się opóźnia i że jego okręt nie jest w stanie wznowić działań rajderskich, wyzwał kapitana „Kearsarge” Johna Winslowa na pojedynek okręt kontra okręt, na co Winslow się zgodził, wyprowadzając swój okręt na morze i oczekując na bitwę.
Po czterech dniach przygotowań (w tym uzupełnienia zapasów węgla i musztrowania), „Alabama” wypłynęła z portu w Cherbourgu rankiem 19 czerwca 1864, eskortowana przez francuski pancernik „Couronne”, który swoją obecnością miał zagwarantować, że bitwa odbędzie się na wodach międzynarodowych. Oba amerykańskie okręty miały bardzo podobne parametry techniczne, przy czym okręt wojenny Unii miał niewielką przewagę w szybkości i sile dział. Gdy „Alabama” podpływała, „Kearsarge” odpłynął dalej od portu tak aby „Alabama” nie mogła łatwo do niego zawinąć w przypadku niekorzystnego dla niej przebiegu bitwy.

## Bitwa
Kapitan „Kearsarge” o godzinie 10:50 obrócił swój okręt i skierował się w stronę wroga. „Alabama” otworzyła ogień kilka minut później, z odległości około 1 mili morskiej (1852 metrów), i kontynuowała ostrzał, gdy zasięg pomiędzy okrętami się zmniejszył. Gdy okręty zbliżyły się do około pół mili (926 metrów), „Kearsarge” odwrócił się i zaczął odpowiadać ogniem. Oba okręty miały działa skierowane na prawą burtę i zataczały kręgi na przeciwnych kursach aby przeciwdziałać próbom zdobycia korzystnej pozycji przez drugi okręt. Mocniejsze uzbrojenie „Kearsarge” i zmniejszający się stan prochu i pocisków „Alabamy” szybko zaczęły przechylać szalę zwycięstwa na korzyść tego pierwszego. „Alabama” trafiła swojego przeciwnika kilka razy ale pociski nie spowodowały dużych uszkodzeń, poza kilkoma ofiarami. Jeden z pocisków trafił w rufę „Kearsarge” ale nie eksplodował i przetrwał do dziś jako pamiątka bitwy.
Po około godzinnej wymianie ognia CSS „Alabama” zaczęła tonąć mając na pokładzie kilku zabitych i wielu rannych marynarzy – wśród nich był kapitan Semmes, który odwrócił swój okręt i próbował uciec w kierunku Cherbourga jednak „Kearsarge” go dogonił, a podnosząca się woda zatrzymała jego silniki. W tej sytuacji Semmes zniszczył konfederacką flagę aby nie dostała się w ręce wroga. Gdy po dwudziestu minutach od ustania ognia „Alabama” zatonęła, większość jej załogi została uratowana przez unionistów i brytyjski jacht „Deerhound”. Semmes i większość jego oficerów zostali wzięci do niewoli przez Brytyjczyków i zabrani do Anglii. Bitwa pod Cherbourgiem była jedną z najważniejszych operacji morskich amerykańskiej wojny domowej – kariera najbardziej niszczycielskiego okrętu oceanicznego Konfederacji dobiegła końca.

## Galeria

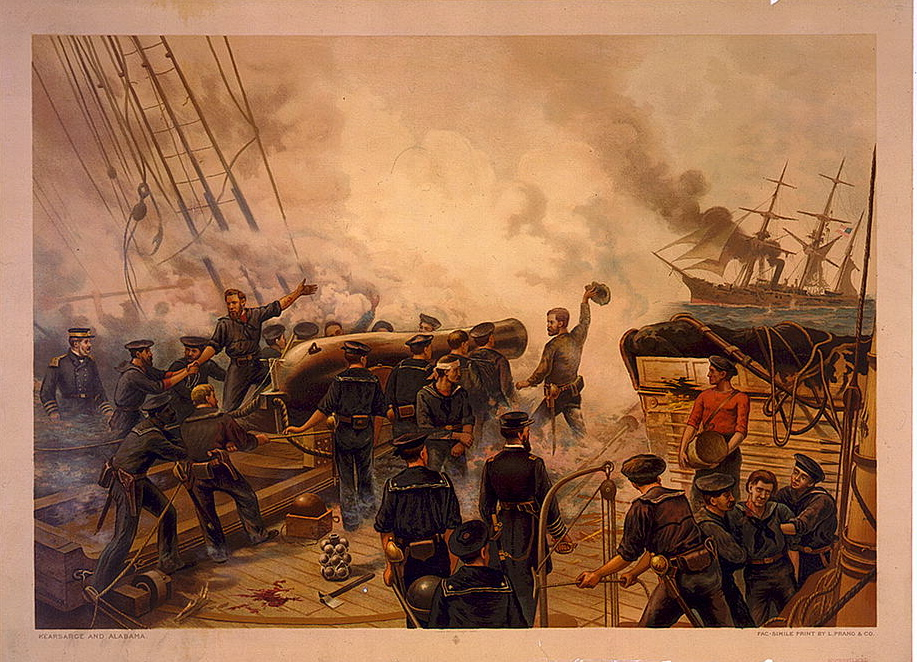
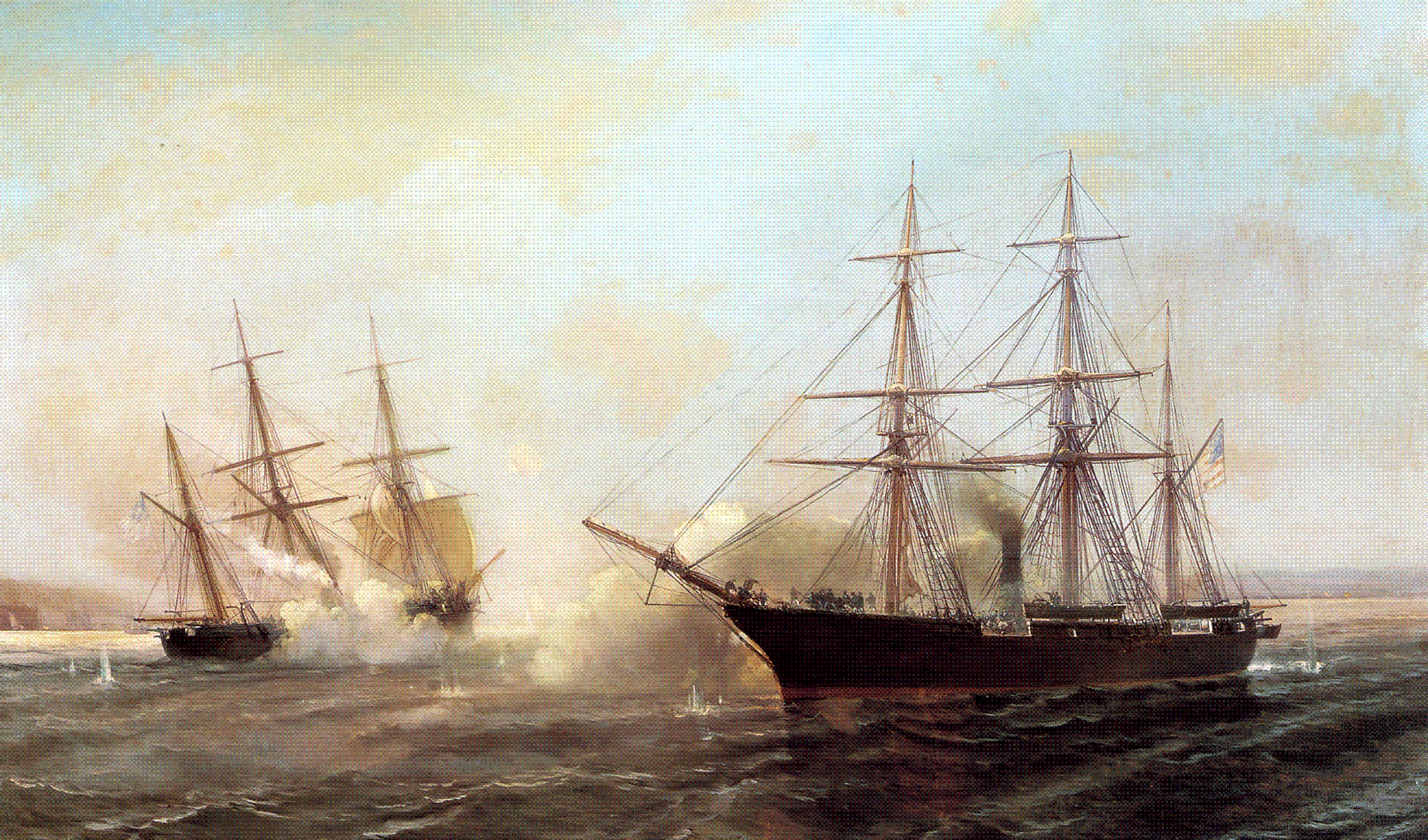
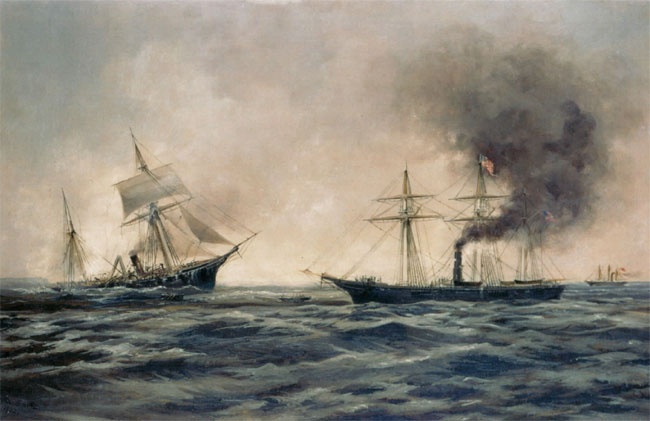
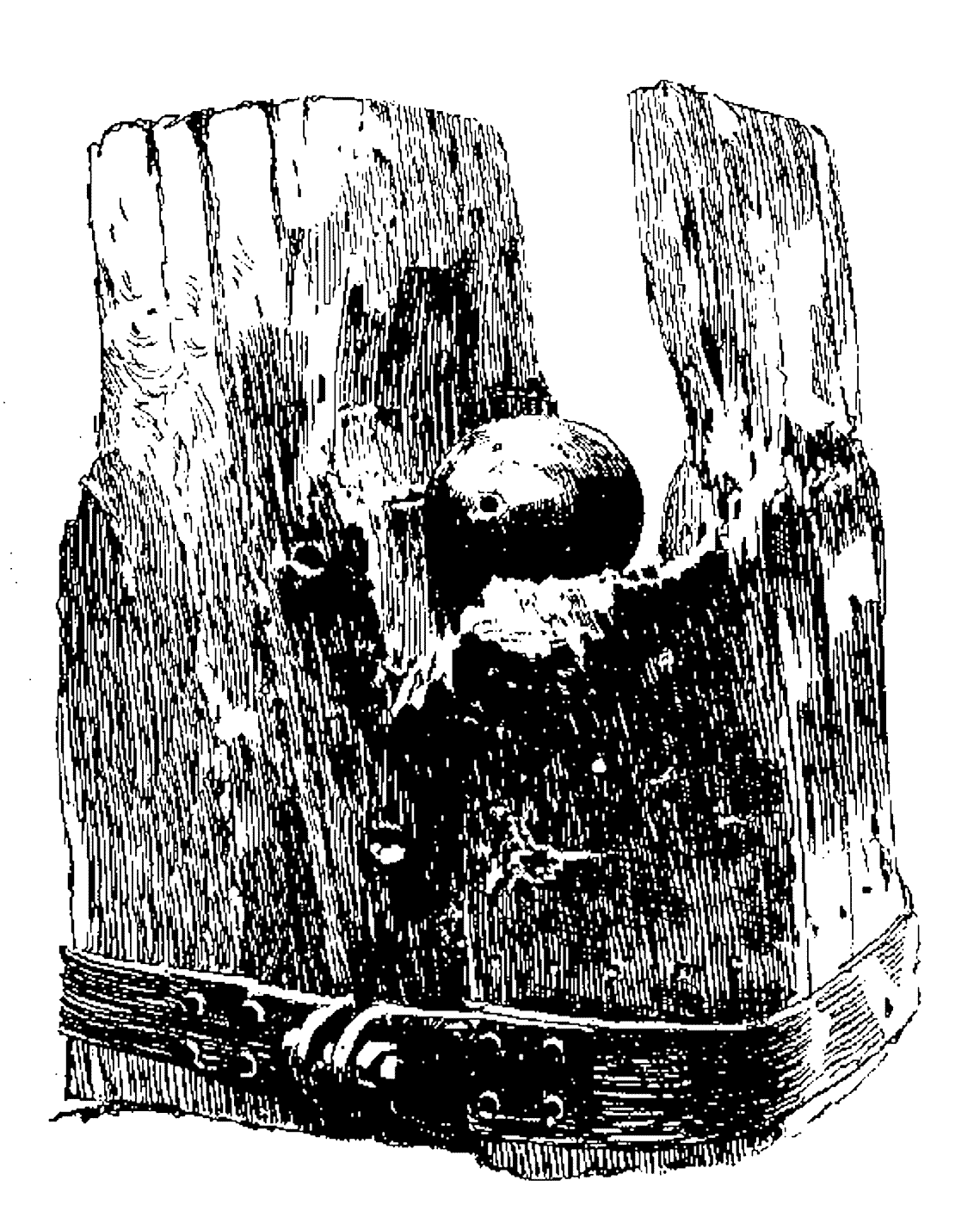